# Гінклі (Міннесота)
Гінклі (англ. Hinckley) — місто (англ. city) в США, в окрузі Пайн штату Міннесота. Населення — 1904 особи (2020).

## Географія
Гінклі розташоване за координатами 46°0′47″ пн. ш. 92°55′23″ зх. д. / 46.01306° пн. ш. 92.92306° зх. д. (46.013083, -92.923150).  За даними Бюро перепису населення США в 2010 році місто мало площу 9,92 км², з яких 9,79 км² — суходіл та 0,13 км² — водойми.

## Демографія
Згідно з переписом 2010 року, у місті мешкало 1800 осіб у 736 домогосподарствах у складі 409 родин. Густота населення становила 181 особа/км².  Було 785 помешкань (79/км²).
Расовий склад населення:
| - 82,4 % — білих - 10,3 % — корінних американців - 1,1 % — чорних або афроамериканців - 0,8 % — азіатів |

До двох чи більше рас належало 5,1 %. Частка іспаномовних становила 3,5 % від усіх жителів.
За віковим діапазоном населення розподілялося таким чином: 28,4 % — особи молодші 18 років, 57,1 % — особи у віці 18—64 років, 14,5 % — особи у віці 65 років та старші. Медіана віку мешканця становила 32,5 року. На 100 осіб жіночої статі у місті припадало 94,2 чоловіків;  на 100 жінок у віці від 18 років та старших — 89,0 чоловіків також старших 18 років.
Середній дохід на одне домашнє господарство  становив 39 085 доларів США (медіана — 30 347), а середній дохід на одну сім'ю — 43 760 доларів (медіана — 36 857). Медіана доходів становила 33 125 доларів для чоловіків та 26 875 доларів для жінок. За межею бідності перебувало 28,3 % осіб, у тому числі 43,4 % дітей у віці до 18 років та 20,4 % осіб у віці 65 років та старших.
Цивільне працевлаштоване населення становило 760 осіб. Основні галузі зайнятості: мистецтво, розваги та відпочинок — 53,7 %, освіта, охорона здоров'я та соціальна допомога — 14,7 %, роздрібна торгівля — 8,3 %, публічна адміністрація — 4,9 %.